# Debbie Schippers
Debbie Schippers (Heerlen, 24 november 1996) is een Nederlands-Duitse zangeres en presentatrice. Ze woont en werkt in Duitsland.

## Biografie
Als Kann-Kind ging ze relatief jong vanaf haar vijfde naar de basisschool in Geilenkirchen, net over de grens bij Limburg. Ze werd opgevoed door haar vader. Op jonge leeftijd maakte ze muziek met haar vriendin Freya Baumeister, waarbij zij zong en Baumeister keyboard speelde. Ze waren onafscheidelijk en gingen samen naar school en balletles. Ook maakten ze beide op hun twaalfde in hetzelfde programma hun televisiedebuut, in Das Quiz mit Jörg Pilawa. Hier legde ze het in de finale af tegen de andere kandidaten. Op haar twaalfde zong ze in de band Fudge en vanaf haar vijftiende trad ze op met de Long Johns.
In 2013 deed ze mee aan het derde seizoen van The Voice of Germany, waarbij ze begeleid werd door het duo The BossHoss. Ze eindigde als vierde. Ze had dat jaar een hit met haar single Skin and bones die op plaats 57 van de Duitse hitparade belandde.
Sinds ze op haar twintigste haar school (Abitur) afsloot, richt ze zich volledig op de showbizzwereld. Ze was twee seizoenen als medepresentatrice betrokken bij The Voice Kids, van maart 2018 tot oktober 2018.